# Kartoffelskimmel
Kartoffelskimmel (videnskabeligt navn: Phytophthora infestans) er en ægsporesvamp, som kom fra Amerika med en sending kartofler. Når svampen angriber kartoflerne, ødelægges de helt, ved at de rådner og bliver uspiselige. Kartoffelskimlen var hovedårsagen til Hungersnøden i Irland 1845-1849, hvor mere end en million mennesker sultede ihjel eller døde af epidemier.
Ny forskning viser, at denne skadegører oprindeligt kom fra Sydamerika, hvorfra den bredte sig til Nordamerika for så til slut at nå Europa - og i særdeleshed Irland. Man arbejder intenst på at finde resistente kartoffelplanter på de oprindelige voksesteder
Kartoffelskimmel hører til slægten Phytophthora.